# Zanzibár (település)
Zanzibár város Tanzánia keleti részén, a Zanzibár-szigetcsoport székhelye és legnagyobb városa. Unguja szigetének nyugati partján fekszik. Lakossága 501 ezer fő volt 2012-ben.
A város két fő részre osztható: Stone Town és Ng'ambo, amelyeket a Creek Road (főút) választ el egymástól. Stone Town a történelmi városnegyed és 2000 óta az UNESCO kulturális Világörökségének része.
A várostól 5 km-re délre 3000 m-es futópályával rendelkező nemzetközi repülőtér működik.

## Fordítás
- Ez a szócikk részben vagy egészben  a   Zanzibar City című angol Wikipédia-szócikk fordításán alapul.  Az eredeti cikk szerkesztőit annak laptörténete sorolja fel. Ez a jelzés csupán a megfogalmazás eredetét és a szerzői jogokat jelzi, nem szolgál a cikkben szereplő információk forrásmegjelöléseként.